# Oscar Reile
Pour les articles homonymes, voir Reile.
Oscar Max Arthur Reile, né le 3 décembre 1896 à Strutzfon, arrondissement de Culm (de) en province de Prusse-Occidentale et mort le 27 avril 1983 est un militaire allemand qui fut membre de l'Abwehr, le service de renseignement de l'armée allemande.

## Biographie
Sa famille descend de colons souabes qui ont émigré en Prusse occidentale au XVIIIe siècle . À partir de 1907, il fréquente le lycée de Graudenz.